# Akranes
Akranes és una ciutat portuària i una municipalitat situada a la costa oest d'Islàndia, es troba al voltant de 20 km al nord de la capital Reykjavík. Té uns 6.600 habitants
La zona d'Akranes va tenir ja un assentament al segle ix, però no va tenir carta municipal fins a l'any 1942.

## Història
A Akranes hi va haver un assentament el segle ix per part dels germans Þormóður i Ketill, fills de Bresi. Ell van venir d'Irlanda però eren originaris dels Nòrdics.
La ciutat es va anar formant a partir de mitjan segle xvii com una població pesquera. l'any 1942 va rebre l'estatus formal de ciutat.
Hi ha indústries com les del ciment, des de 1950, i de fusió d'alumini des de 1998.
Actualment la indústria pesquera roman sent la més important de la ciutat, però el comerç també és significatiu, atès que Akranes actua com a centre de serveis de l'extensa regió rural que l'envolta.
Des de l'obertura del Túnel de Hvalfjörðurl, un túnel sota el mar de 5,6 km de llargada, les comunicacions amb la zona de Reykjavík s'han facilitat i s'espera que això incrementi les possibilitats econòmiques d'Akranes.
Akranes té com a equip local de futbol l'ÍA.

## Galeria

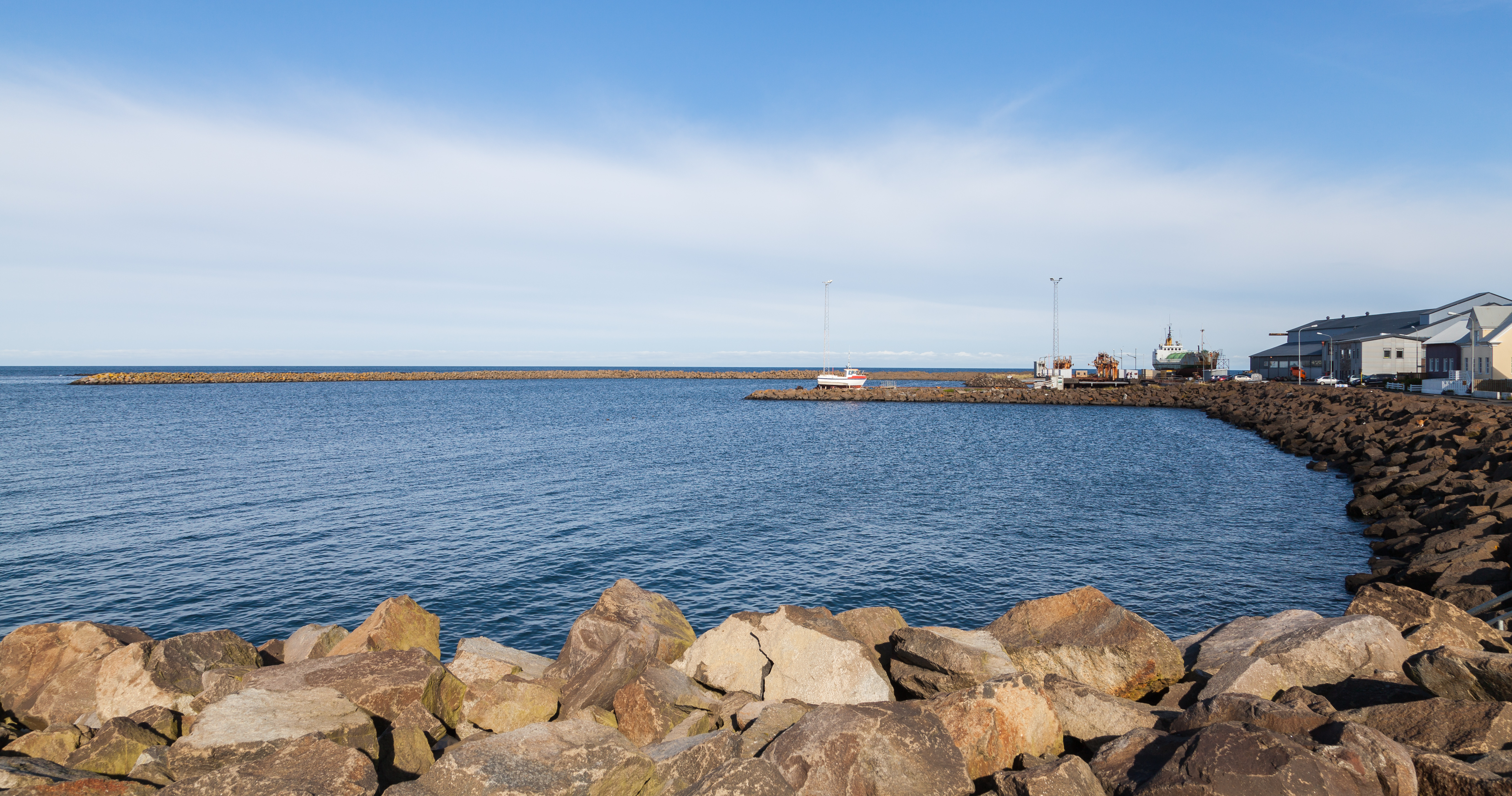
Port d'Akranes
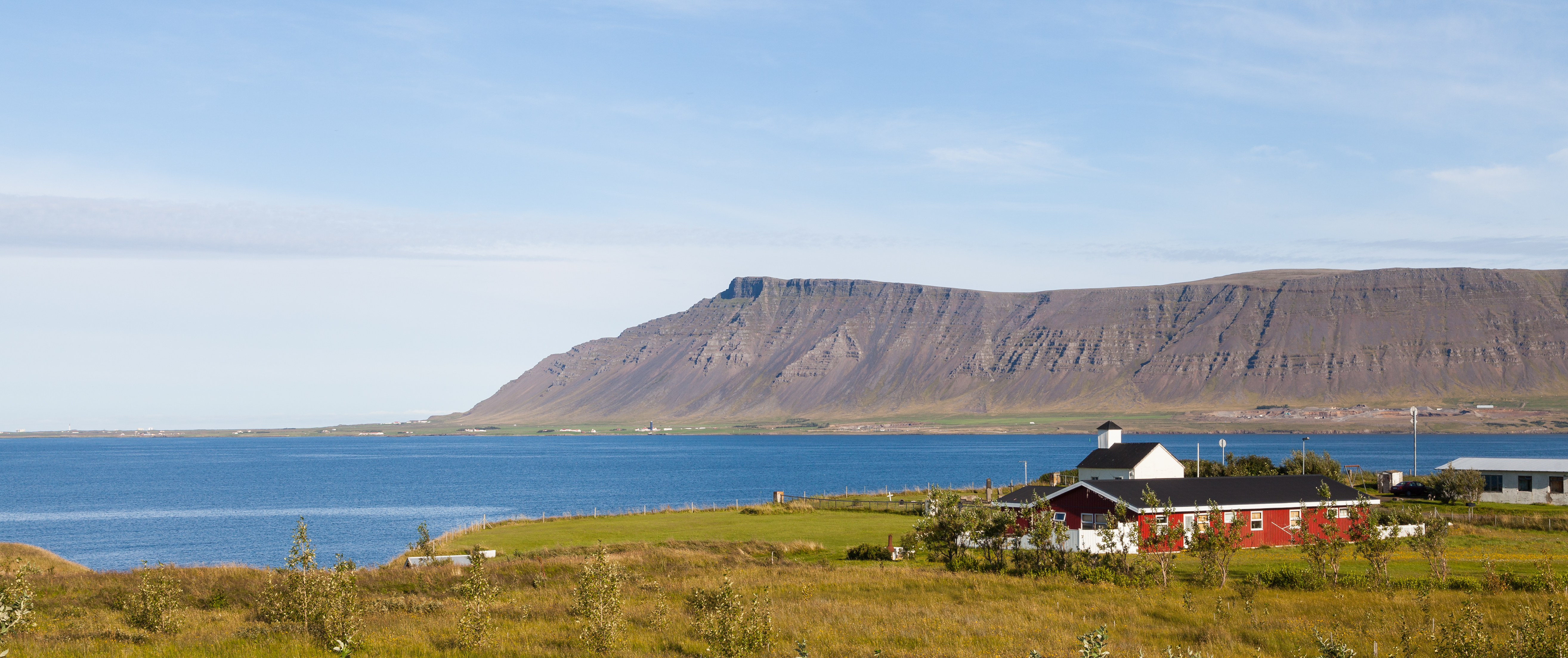
Akrafjall
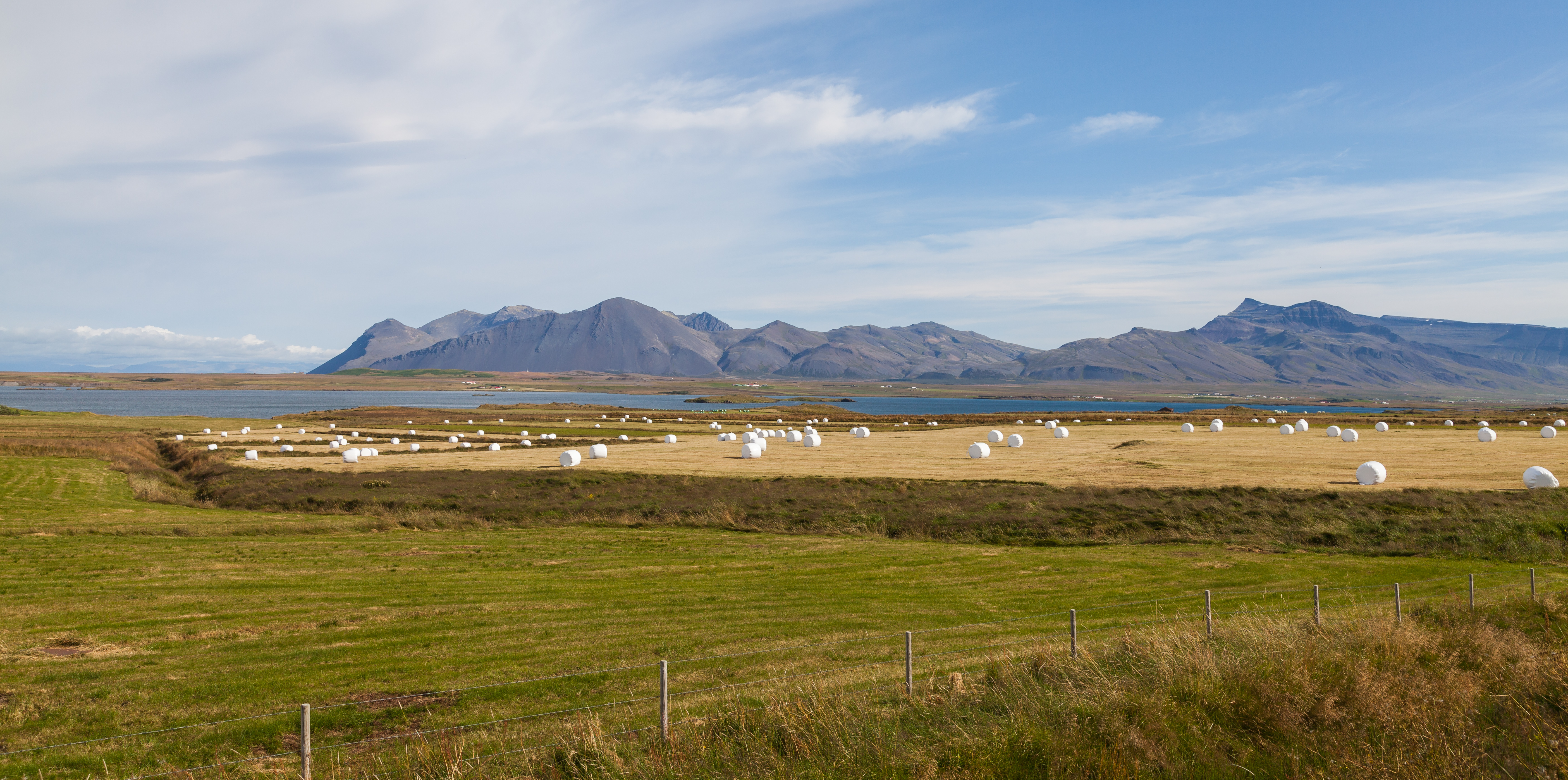
Bales de palla prop d' Akranes
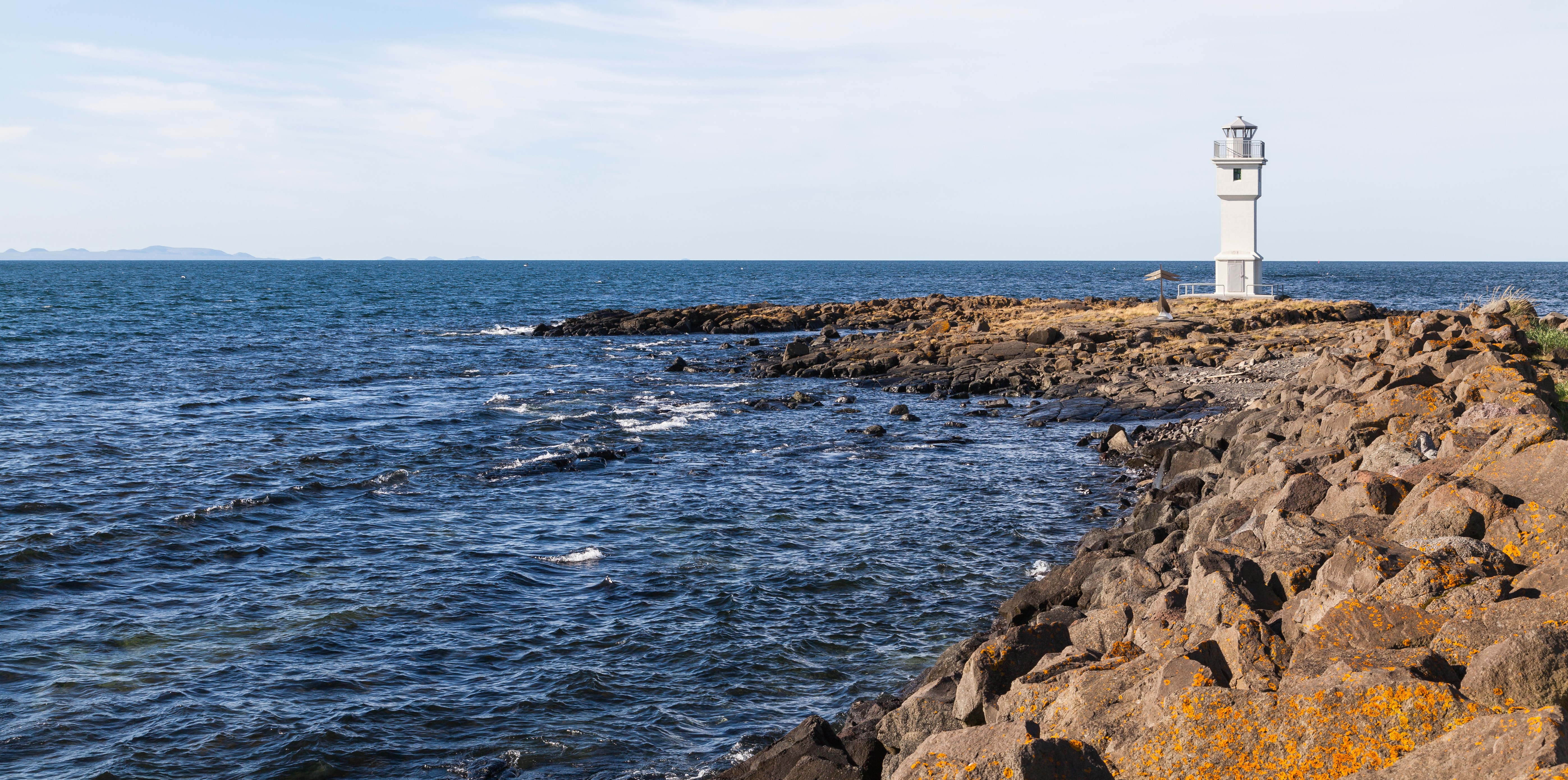
Far d'Akranes
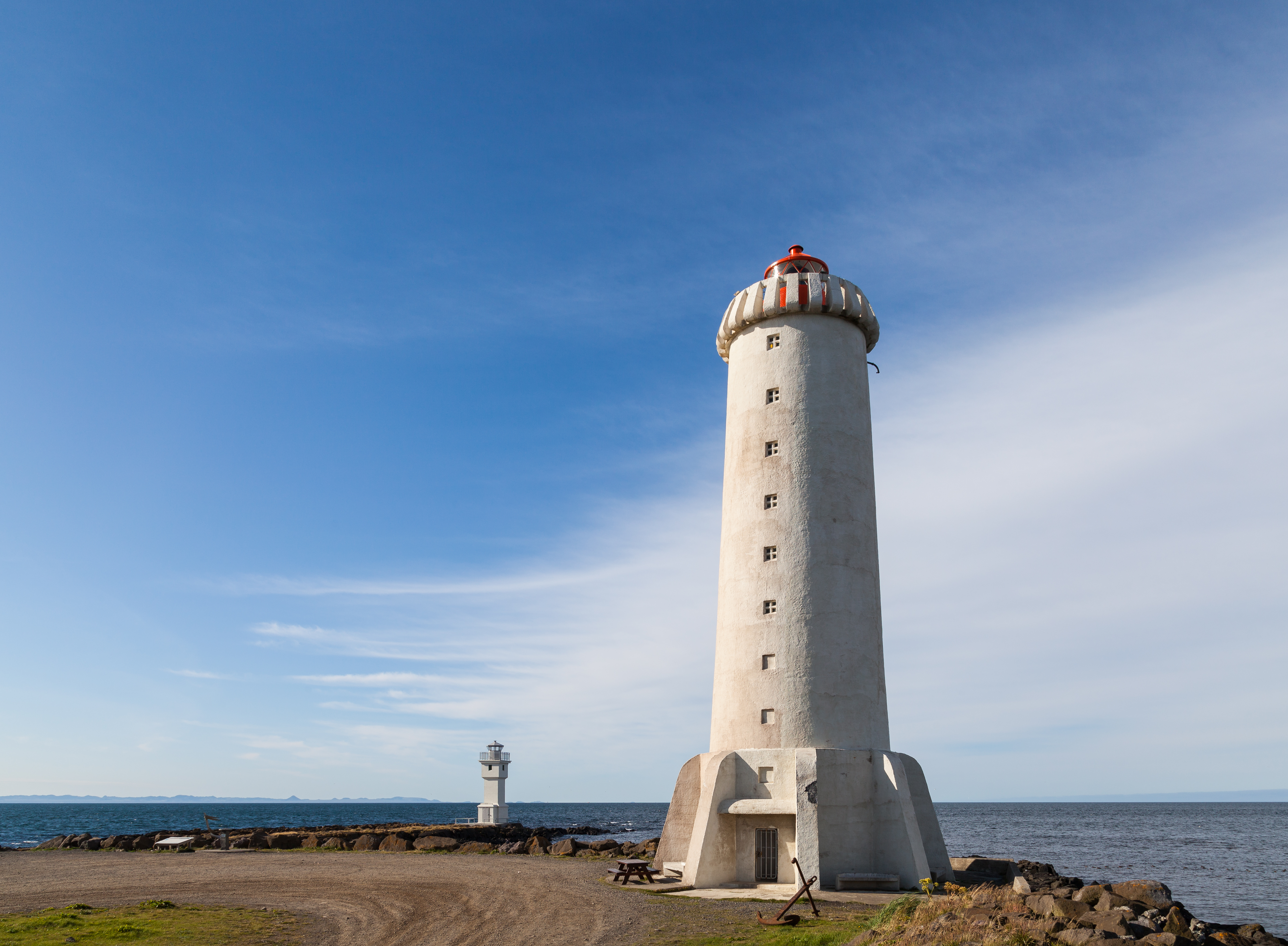
Nou far d'Akranes
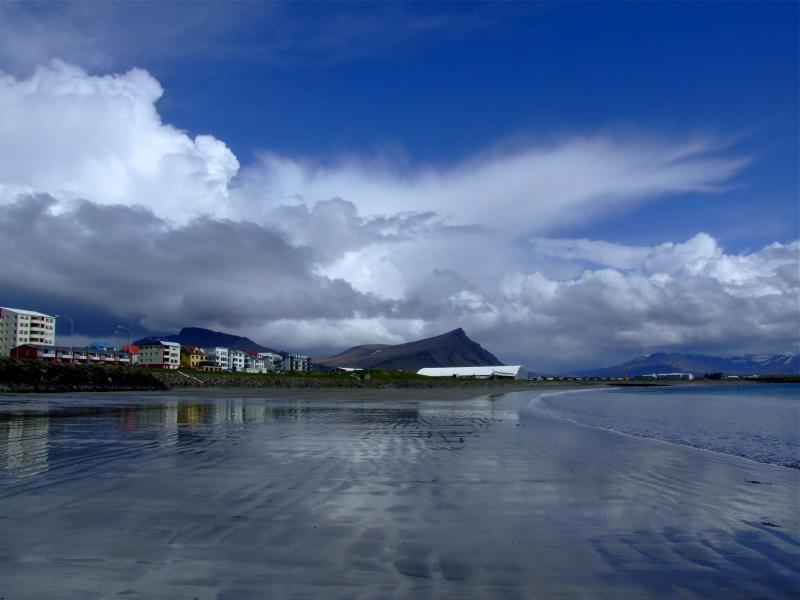
Langisandur a Akranes